# La gata borracha
La gata borracha és una pel·lícula veneçolana del 1983 del director Román Chalbaud. Va comptar amb l'orquestra Billo's Caracas Boys amb veus de Mirtha Pérez, Nelson Ned i Agustín Irusta per la musicalització.

## Argument
Un empleat bancari avorrit del seu matrimoni coneix a una prostituta, la seva esposa descobreix la relació i la situació es complica cada vegada més, estant en aquesta situació comet un delicte.

## Repartiment
- América Alonso
- Miguel Ángel Landa
- Alba Roversi
- Bárbara Teyde

## Refefències
1. ↑  La gata borracha a cinelatinoamericano.org
2. ↑  La gata borracha a asieravenezuela.com